# Truyền hình Cộng hòa Dân chủ Nhân dân Triều Tiên

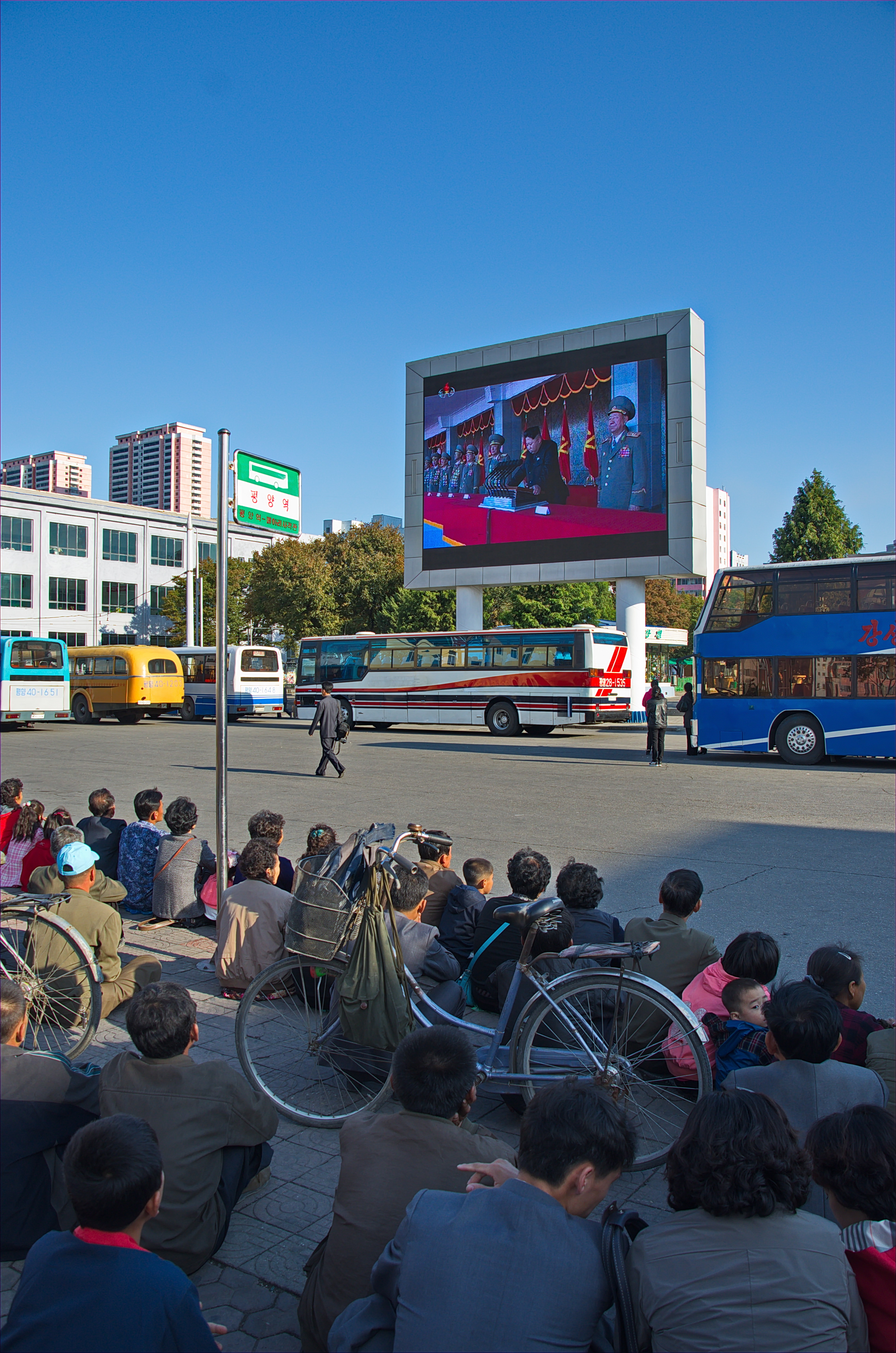
Màn hình ngoài trời của Đài Truyền hình Trung ương Triều Tiên tại Bình Nhưỡng

Truyền hình ở Bắc Triều Tiên chịu sự quản lý của Ủy ban Phát thanh Trung ương Triều Tiên và được kiểm soát bởi Ban Tuyên giáo của Đảng Lao động Triều Tiên. Một nghiên cứu vào năm 2017 cho thấy 98% hộ gia đình có tivi.

## Dữ liệu công nghệ
Truyền hình ở Bắc Triều Tiên sử dụng hệ thống truyền tín hiệu tương tự PAL 576i và tỷ lệ khung hình 4:3. Việc truyền dẫn tín hiệu chủ yếu là bằng truyền hình mặt đất, nhưng có một hệ thống truyền hình cáp tại Bình Nhưỡng. Ba kênh truyền hình lớn – Truyền hình trung ương Triều Tiên, Mansudae và Ryongnamsan – kể từ năm 2014 có sẵn trong một ứng dụng đặc biệt được tìm thấy trên máy tính bảng Samjiyon do chính phủ cấp. Tivi bán ở Bắc Triều Tiên chỉ có thể hoạt động trên hệ thống PAL, để ngăn chặn việc chúng có thể để nhận chương trình phát sóng từ phía nam. Các TV nhập khẩu có thể hoạt động trên cả PAL và NTSC, chẳng hạn như các sản phẩm từ Nhật Bản, có hỗ trợ NTSC bị chính phủ vô hiệu hóa khi nhập khẩu.

## Những kênh truyền hình
Tính đến ngày 16 tháng 8 năm 2016, có bốn kênh truyền hình ở Bắc Triều Tiên. Tất cả đều thuộc sở hữu nhà nước.

### Đài truyền hình trung ương Triều Tiên (KCTV)
Đây là kênh truyền hình lâu đời nhất ở Bắc Triều Tiên và bắt đầu phát sóng thường xuyên vào năm 1963. Kể từ năm 2017, đây là kênh truyền hình duy nhất của Bắc Triều Tiên phát sóng ra thế giới bên ngoài thông qua truyền hình vệ tinh ngoài việc được truyền dẫn trong nước. Trên vệ tinh, KCTV có sẵn ở độ phân giải tiêu chuẩn cũng như Full HD. Kể từ ngày 4 tháng 12 năm 2017, một buổi phát sóng thử nghiệm ở định dạng SDTV 16:9 đã được khởi động.

### Truyền hình Mansudae
Truyền hình Mansudae phát tài liệu giáo dục với quảng cáo không thường xuyên vào cuối tuần tới Bình Nhưỡng. Nó được khai trương vào ngày 1 tháng 12 năm 1973. Đài Phát thanh Truyền hình Mansudae phát sóng ba giờ (19:00 - 22:00) vào Thứ Bảy, và chín giờ (10:00 - 13:00, 16:00 - 22:00) vào Chủ nhật.

### Truyền hình Ryongnamsan
Ryongnamsan Television là một kênh giáo dục được cung cấp bởi Khoa Truyền hình Sinh viên Đại học Phát thanh và Truyền hình Triều Tiên. Trên thực tế, giám đốc của kênh này là Yang Chun Won.
- Kênh bắt đầu phát sóng vào ngày 1 tháng 4 năm 1971 dưới tên "Kaesong". Vào ngày 10 tháng 10 năm 1991, kênh đó đã chuyển sang phát sóng màu. Vào ngày 1 (theo tài liệu khác là ngày 16) tháng 2 năm 1997, thương hiệu đầu tiên của kênh truyền hình được thực hiện " Korean Educational and Cultural Network [ko]".[11] Theo thông tin trong cuốn sách "Cẩm nang Bắc Triều Tiên", việc đổi thương hiệu được gắn liền với lễ sinh nhật 55 tuổi của ông Kim Jong-il. Thời gian phát sóng của kênh trên băng tần số 9 ở Bình Nhưỡng từ 17:00 đến 22:00 vào các ngày trong tuần và từ 12:00 đến 22:00 vào cuối tuần. Cũng trong những năm 1990, đài truyền hình đã thực hiện phát sóng thử nghiệm từ tháp truyền hình ở Kaesong trên băng tần số 8 bằng cách sử dụng một máy phát duy nhất của Triều Tiên được điều chỉnh theo định dạng NTSC. Mục đích của buổi phát sóng này là để quảng bá văn hóa Bắc Triều Tiên tới khán giả Hàn Quốc. Băng tần số 8 đã được chọn để ngăn tín hiệu bị nhiễu bởi các đài truyền hình Hàn Quốc, vì tại Seoul, băng tần số 7 và 9 đã bị chiếm giữ bởi các kênh KBS2 và KBS1 cho đến ngày 31 tháng 12 năm 2012, đồng thời hai kênh này được phát trong khu vực phi quân sự trên băng tần số 29 và 28, mặc dù tín hiệu của chúng bị Bắc Triều Tiên tắt tiếng. Vào ngày 5 tháng 9 năm 2012, kênh đã có được tên hiện đại và khái niệm phát sóng đã được thay đổi.[12]
- Chương trình phát sóng bao gồm các bộ phim khoa học phổ biến bằng tiếng Anh, các bài giảng trên truyền hình và các chương trình giáo dục phục vụ việc học ngoại ngữ.[10] Kênh này có sẵn để sinh viên của tất cả các trường đại học của Bình Nhưỡng được xem. Chương trình được phát sóng trên băng tần số 9 từ tháp truyền hình Bình Nhưỡng, trên hệ thống IPTV Manbang[13] trên kênh 3 trong phần "Air cast", cũng như trong máy phát tương tự của máy tính bảng Samjiyon.

### Truyền hình thể thao
Sport Television là kênh truyền hình thể thao được thành lập vào ngày 15 tháng 8 năm 2015. Nội dung phát sóng là các cuộc thi thể thao phát sóng liên quan đến các vận động viên từ Bắc Triều Tiên, phim tài liệu và chương trình về lịch sử thể thao ở Bắc Triều Tiên và thế giới và sự phát triển của thể thao quần chúng. Kênh phát sóng vào thứ bảy và chủ nhật từ 19:00 đến 22:00. Vào lúc 20:00 PYT, kênh phát sóng chương trình tin tức «Podo» của Đài truyền hình trung ương Triều Tiên. Các testcard cùng được sử dụng trên kênh cũng giống như testcard của Ryongnamsan TV, nhưng nó bao gồm một cup thể thao và từ Hàn Quốc "Sport" (tiếng Hàn Quốc: 체육).

## Tháp truyền hình Bình Nhưỡng
Quy hoạch kênh tần số của Tháp truyền hình Bình Nhưỡng (2015)  và các kênh IPTV.
| Kênh tần số       | Hệ thống IPTV Manbang | Kênh truyền hình                      |
| ----------------- | --------------------- | ------------------------------------- |
| 5 (93,25 MHz)     | 2                     | Đài truyền hình Vạn Thọ Đài           |
| 6 (175,25 MHz)    | 4                     | Truyền hình thể thao                  |
| 9 (199,25,25 MHz) | 3                     | Ryongnamsan                           |
| 12 (223,25 MHz)   | 1                     | Đài Truyền hình Trung ương Triều Tiên |
| 25 (503,25 MHz)   | -                     | (kế hoạch)                            |
| 31 (551,25 MHz)   | -                     | (kế hoạch)                            |

Sử dụng quy hoạch băng tần VHF của Liên Xô/Đông Âu (OIRT).

## Nội dung
Chất lượng các chương trình đã được cải thiện qua nhiều năm. Tin tức quốc tế được phát sóng và chất lượng chương trình giáo dục cao. Phim tài liệu được phát sóng thường xuyên và thường là về chủ đề sức khỏe, lịch sử và địa lý của Triều Tiên và thế giới.